# Kam Air
Kam Air (Persa: کام ایر) é uma companhia aérea afegã, que tem sede em Cabul, Afeganistão. Ela opera serviços de passageiros domésticos programados e serviços internacionais regionais, é considerada a unica compania aérea de propriedade privada do Afeganistão, ou seja, que não seja estatal.

## História
A companhia aérea foi fundada em 31 de agosto de 2003 por Zmarai Kamgar. Foi a primeira companhia aérea privada de passageiros no Afeganistão. Seu primeiro voo decolou em 8 de novembro de 2003 em uma rota de Cabul para Herat e Mazari Sharif, usando um Boeing 727.
O primeiro avião da Kam Air foi fornecido pelo general Abdul Rashid Dostum como pagamento pelo fornecimento de combustível e alimentos à milícia privada de Dostum, responsável por lutar contra o Talibã. A Kam Air tem sua sede no pátio "C" do Aeroporto Internacional Hamed Karzai, e, ao mesmo tempo, está localizado no Centro de Negócios de Cabul em Shahr-e-Naw, onde uma bilheteria opera desde 2012. Zmarai Kamgar é o presidente e CEO.
A Kam Air havia anunciado o lançamento das operações na Europa a partir de agosto de 2010, com Viena recebendo serviço, seguida por Londres (Gatwick). No entanto, de acordo com a Reuters, ambas as rotas foram supostamente canceladas pelas autoridades britânicas e austríacas devido a problemas de segurança de aeronaves. A partir de 24 de novembro de 2010, todas as companhias aéreas afegãs foram proibidas de voar para a União Europeia por causa do fraco histórico de segurança da aviação civil do país.
Em 2017, a empresa alugou um Boeing 737 da Eslováquia, mas o contrato foi rescindido depois que a empresa de leasing levantou questões sobre segurança no Afeganistão. Em abril de 2017, a companhia aérea planejava expandir sua rede de rotas para incluir Toronto, Viena, Madri, Munique, Los Angeles, Xangai, Mumbai, Cidade do Cabo, Hangzhou, Hat Yai, Kuala Lumpur, Washington DC, Jidá, Jacarta, Kiev, San Francisco, Moscou e Frankfurt, no entanto, em 17 de agosto de 2017, os detalhes dessa expansão planejada foram removidos de seu site.
Em 2021, a tomada do Afeganistão pelo Talibã fez com que a Kam Air tivesse que transferir temporariamente parte de sua frota para o Irã, para que se evitasse danos nas aeronaves.

## Frota

### Atual
A frota da Kam Air consiste nos seguintes aviões (em Fevereiro de 2024):